# Kozojedy (Jičíni járás)
Kozojedy település Csehországban, a Jičíni járásban. Kozojedy Slavhostice, Sběř, Češov, Volanice és Žlunice településekkel határos. Lakosainak száma 167 fő (2024. január 1.).

## Népesség
A település lakosságának változását az alábbi diagram mutatja:
| Lakosok száma | 333  | 356  | 420  | 331  | 233  | 199  | 208  | 182  | 167  | 167  |
|               | 1869 | 1890 | 1921 | 1950 | 1980 | 2001 | 2017 | 2019 | 2022 | 2024 |